# SPL/狼よ静かに死ね
『SPL/狼よ静かに死ね』（原題：殺破狼）は、2005年に公開された香港映画。監督はウィルソン・イップ。日本では2006年3月に劇場公開された。キャッチコピーは「男たち、熱く、美しく。」また、公開に際して、ドニー・イェン、サモ・ハン、ウー・ジンの3人が来日している。

## 解説
原題の「殺破狼」は「シャー・ポー・ラン（Sha Po Lang）」と読む。中国の占星術において、吉凶ともに人生に極端な影響を与える“凶星”と呼ばれる3つの星（七殺星・破軍星・貪狼星）のことで、SPLとはそれらの頭文字である。タイトルになった「殺破狼」の題字は、達筆として知られる香港の人気俳優アンディ・ラウによる揮毫。
主演のドニー・イェンは1990年代後半から2000年前半にかけて、アメリカ、ドイツ、日本、香港などで主にアクション設計という裏方の活動を中心とし、映画にはゲストという形で出演することが続いていた。彼にとってこの映画は久々の主演兼アクション監督作にあたる。
日本で発売されたDVD
に収録された特典映像のインタビューで、彼は、新しいアイディアとして当時すでにアメリカで人気のあった総合格闘技や柔術などの要素を取り入れ、真の武術哲学を込めて作ったと語り、そのアクションは第25回香港電影金像奨において最優秀アクション設計賞を受賞している。
暴力描写の激しさから、18歳未満禁止を意味する「三級片」の規制があったにもかかわらず、香港では封切後3週連続で興行収入1位というヒットとなり、監督ウィルソン・イップとドニー・イェンはその後もコンビでアクション映画を制作、のちに香港電影金像奨で最優秀作品賞を受賞した『イップ・マン 序章』へと繋がった。
本作は第6回東京フィルメックスに出品、観客の投票によって選出される「アニエスベー・アワード」を受賞している。2005年トロント国際映画祭特別招待作品。2006年ドーヴィル・アジア映画祭特別招待作品。モスクワ国際映画祭出品作品。ミュンヘン・ファンタジー・フィルムフェスタ出品作品。スイス、ヌーシャテル国際ファンタジー・フィルム・フェスタではマッドムービー賞（Mad Movies Award）に選ばれた。

## あらすじ
1994年香港。犯罪組織のボス、ポー（サモ・ハン）を裁判で有罪にするための証人を護送する車のボディに、別の乗用車が猛スピードで突っ込んでくる。衝突された車に乗っていたのは証人とその家族、そして護衛のチャン（サイモン・ヤム）ら刑事達。突っ込んだ車を運転していた男（ウー・ジン）は、平然とナイフを取り出すと証人の息の根を止める。遠のく意識のなかでそれを見つめていたチャン。
証人が出廷できなくなったため、ポーは無罪が確定し、両親を失い孤児となった少女だけが残された。そして事故で運ばれた病院での検査でチャンは自分が悪性の脳腫瘍のために余命いくばくもないことを知り、同じ時、ポーは妻の2度目の流産を聞かされていた。チャンは孤児となった少女ホイイーを養女として迎え、ポー逮捕への執念をたぎらせ、自らの部下を潜入捜査官として組織へ送り込むのだった。
3年後。チャンは執拗にポーを追い続けてきたが、逮捕するほどの証拠をつかませない。病のための退職を2日後に控え、チャンは部下のワー（リウ・カイチー）、サム（ダニー・サマー）、ロク（ケン・チャン）とともに、組織のドラックディーラーのアジトに踏み込んだ。抵抗するマフィアを手荒に逮捕する特別重犯罪捜査班。そのうちの1人が持って逃げようとした大金の入ったバッグを、ロクはチャンとホイイーに餞別として渡そうと自分の車のトランクに黙って隠す。
退職するチャンの後任として引き継ぎのために捜査班へやって来たのは、マー（ドニー・イェン）刑事。そこへ潜入させた刑事が遺体で発見されたという報せが入る。深い悲しみと憤りが充満する捜査班。その殺人を偶然ビデオに収めたという少年からテープを取りあげたところ、命を奪った銃の引き金を引いたのは、ポーではなく手下のチンピラ（谷垣健治）であることが判明する。残された時間でポーを逮捕するチャンスはこれしかないと、焦るあまりポーが殺したかのようにテープを編集して逮捕を急ぐチャンと部下。そのためには実行犯のチンピラを消す覚悟すら男達にはあった。
やっと生まれた子供の1歳の誕生日を祝うつもりだったポーは殺人の容疑で逮捕された。拘留期間は48時間。捜しだしたチンピラを追い詰め、ビルの屋上から突き落とす刑事達。彼らの動きを不穏に感じ駆けつけたマーが止める間もない出来事だった。違法な手段で正義を全うしようとする彼らに怒りを爆発させるマー。しかし彼もまた、警官であった父をマフィアになぶり殺され、その犯人すら分っていないという過去を持ち、行き過ぎた制裁を容疑者に加えた事があるという、正義と法の間で揺れる1人でもある。
一線を超えたチャンらは証拠を捏造するために、殺人に使われたのと同じ銃を手に入れることにする。折しも父の日であるその夜は刑事たちも誰かの父であり息子であることを思い出させることになった。ホイイーは父に早く帰ってきてと電話をよこし、サムは離婚して10年ぶりに帰国した娘との約束があった。しかし、捏造したビデオに気がついていたポーは少年からコピーを手に入れ、釈放されると同時に殺し屋を放つ。銃を受け取るはずの場ではロクが、長い間反目していた父の死を電話で聞いたワー、そして10年ぶりに娘と会ったばかりのサムまでが、3年前に証人を刺殺したナイフ使いの殺し屋、ジェットによって無残に殺害された。
チャンは単身、ポーのもとに赴き落とし前をつけようとするも、ジェットの前では太刀打ちも出来なかった。チャンが何をしようとしているのか分っているマーは、銃と警察身分証を置いて、ロクの隠した金を持ってポーの店へと向かう。そのビルに続く裏路地では、ナイフを手にした殺し屋が待ち構えていたのだった。

## 登場人物
チャン
演 - サイモン・ヤム 任達華、日本語吹替 - 菅原正志
ポーを追う特別重犯罪捜査班のリーダー。殺された証人の娘であるホイイーを養女とする。悪性脳腫瘍を宣告され、焦るあまり証拠を捏造してポーを逮捕しようとする。
マー
演 - ドニー・イェン 甄子丹、日本語吹替 - 東地宏樹
チャンの後任の刑事。警官の父に憧れて同じ職に就いた。過去に殺人犯を殴り、誤って脳障害を負わせてしまった罪悪感から、定期的にその男に生活費を渡している。
ポー
演 - サモ・ハン 洪金寶、日本語吹替 - 水島裕
犯罪組織のボス。警察に証拠をつかませない。残忍非情で尊大。一方で妻子に対しては深い愛情を持つ。
ジェット
演 - ウー・ジン 呉京、日本語吹替 - 成田剣
ポーの雇う暗殺者。白いライダースジャケットに白いパンツとTシャツで身を包み、ナイフを巧みに操り迅速に標的を仕留める。
ワー
演 - リウ・カイチー 廖啓智
チャンの部下。父親と仲が悪く家族とは絶縁状態。チャンの病気の告白を聞いてコーヒーカップを叩きつけたり机のガラスが割れているなど、衝動的な行動の多い人物。「ポーから盗んだ金をホイイーに渡すつもりだった、俺たちはクズだ」とマーに言い残した。
サム
演 - ダニー・サマー 夏韶聲
チャンの部下。離婚してから10年も娘ジョーイと会えないでいる。やっと会えた娘から渡された父の日のプレゼントを見ることも叶わなかった。
ロク
演 - ケン・チャン 張智堯
チャンの部下。警官歴は7年で家族はブラジルに住んでいる。ガサ入れの際に押収した大金を病気のチャンと娘ホイイーのために横領してしまう。マーの目前で、ジェットの凶刃によって斬殺される。
チュン警視
演 - オースティン・ワイ 惠天賜
特別重犯罪捜査班の暴走にいつも手を焼いている西署の上司。
警官
演 - チャン・ターチー 陳建立
夜の街でチェンに助けられた警官。署内で隠れていたチェンを見逃がす。
脳挫傷の男
演 - ティミー・ハン 洪天明
元はドラッグディーラーで殺人犯でもあり、その記憶はマーに殴られ脳挫傷になった後遺症でない。以降は路上生活者となり、週に一度、マーとゲームセンターで格闘ゲームをして生活費をもらうのを楽しみにしている。
ポーの手下、赤いシャツの男
演 - 谷垣健治
潜入捜査官を射殺した実行犯。廃墟となり閉鎖されたビルの一室を根城としているが、チャン達に居所を知られ、襲われる。

## スタッフ
- 監督: ウィルソン・イップ（葉偉信）
- アクション監督: ドニー・イェン
- スタントコーディネーター: 谷垣健治、イム・ワー（嚴華）、ジャック・ウォン（黄偉亮）、ツイ・ワイ（崔偉）、岩本淳也、ソ・トン（蘇東）
- 製作総指揮: チャン・ターチー（陳建立）、パコ・ウォン（黄柏高）
- 製作: カール・チャン（張承勷）
- 脚本: ウィルソン・イップ、セット・カムイェン（司徒錦源）、ン・ワイロン（呉煒倫）
- 音楽: チャン・クォンウィン（陳光榮）、ケン・チャン（陳嘉業）
- 撮影: ラム・ワーチュン（林偉明）、チェン・マンポー（張文寶）
- 編集: チュン・カーファイ（張嘉輝）
- サウンドエフェクト: 柴崎憲治
- 美術: ケネス・マク（麥國強）
- 衣装コンサルタント: ユ・ガーオン（余家安）
- 衣裳デザイナー: スティーヴン・ツァン（曾伯銓）
- 「殺破狼」題字: アンディ・ラウ

## エピソード
- そもそもの企画として、ドニー・イェンは古龍原作の武侠映画『三少爺的劍』のリメイクを撮るつもりでツイ・ハーク[6]やイー・トンシン[7]にすでに脚本を渡していた。が、版権や資金の問題で企画が流れ、その後にウィルソン・イップが参加して「SPL」というコンセプトを作り上げた[8]。

- 今作でアクション監督ドニー・イェンのサポートと出演を兼任した谷垣健治の著書に書かれた言葉によると、久しぶりの主演作に気合の入っていたドニーは、マーという役の造型について「オレの役はタトゥーを入れてゴールド系のアクセサリーとかつけたらクールじゃないか？」とイップ監督に提案して「いや、警察官じゃん、それはないでしょ」と即否定されたという[9]。

- 長いキャリアを誇るサモ・ハンはこれが初めての悪役となった。それについては「重要なのは映画の面白さと心に迫るキャラかどうか、善でもすぐ忘れられる役では意味がない。今回は悪役だったけど、演技を磨くという面でいい経験になりました」と語った[10]。

- ウー・ジンとのナイフ対警棒のシーンは、実は脚本にはなく、すでに全て撮り終え予算も使いきったあとから追撮したものである。ジェットの恐ろしさが伝わるアクションが足りないと監督とドニーは感じ、最終的にドニーが出資者のチャン・ターチーを説得して資金を出してもらい撮影することが出来た[11]。

- この作品で初めて悪役を演じたウー・ジンは当時、おもに武侠アクションドラマで主演をしており、1作を除き[12]武侠と功夫時代劇の経験しかなかった。「このシーンは太極拳じゃないんですか？」という彼にドニーは「今回は流行のフリースタイルバトルだから。これまでやってきたことは全部忘れてくれ」と話したという[11]。その頃ドニーはエスクリマ（カリ）のナイフの使い方を研究しており、ウー・ジンにエスクリマ・ナイフを武器とした設計を考えた[11]。

- このアクションシーンについては一部で「アドリブがあるらしい」と噂されているが、谷垣健治によると、実際は立ち回りをきちんと作った上で、表現の手段として「タイミングがずれたところ」をOKテイクに使いリアルに見えるように演出されたものである[13]。それとともに、「この映画をトニー・ジャーの『マッハ!!!!!!!!』に触発されて作った」といわれてきたエピソードについても、2015年に発売された『導火線 FLASH POINT』ブルーレイ版[14]に収録されたオーディオコメンタリーのなかで「SPLを撮ってた時は、ドニーは『マッハ!!!!!!!』をまだ観てない」と谷垣は否定している。

- 2015年には続編となる『ドラゴン×マッハ!』が制作、公開された。監督はソイ・チェン（鄭保瑞）がつとめ、ドニー・イェンは出演していない。主演にはトニー・ジャーのほか、本作に登場しているウー・ジン、サイモン・ヤムらが続投しているが、演じている登場人物は異なり、ストーリーも直接的な繋がりはない。

## DVD
- 字幕翻訳：小木曽三希子
- 吹替翻訳：武満眞樹
- 発売元：ワーナー・ホーム・ビデオ
- 提供：メディア・スーツ、クロックワークス

日本版DVDには特典映像として、メイキング映像、香港プレミア時パーティ会見、日本版劇場予告、日本の皆さんへのメッセージ（サモ・ハン、ドニー・イェン、ウー・ジン）が収録されている。なお、ブルーレイは未発売。